# Сибуль, Ян Янович
Ян Янович Сибуль или Иван Иванович Народный (10 (23) ноября 1869—29 сентября 1953) —  российский революционер эстонского происхождения, мистификатор, авантюрист, писатель, журналист, литературный и музыкальный критик. 

## Биография
Ян  Сибуль  родился в Верроском уезде Лифляндской губернии (ныне это территория Эстонии). Его отцом был амбарщик Ян Михлевич Сибуль (1840–1920), а мать – Матли в замужестве Сибуль (1839–1911), дочь Яккапа Агго. Окончил Ряпинскую приходскую, а затем Верроскую уездную школы.
В 1887-1888 годах восемнадцатилетний Ян Субиль помогал лингвисту и теологу Якобу Хурту в собирании народных песен и легенд. Субуль опубликовал собранное им на выруском языке под псевдонимом J. Talune.
В 1890-1891 годах — приказчик в книжном магазине Гоффрана в Верро. С 1892 года публиковал статьи в еженедельной Нарвской эстоноязычной газете Virmaline. В 1893 году стал членом Учёного эстонского общества. В 1894 году открыл в Верро первую фотомастерскую. В 1895 году перенёс его в Дерпт и там же открыл мастерскую цинкографии, гальваники, электротехники и механики. В 1896 году такие же мастерские он основал при мельнице своего тестя Каарела Вийанда. По данным эстонского биографа Сибуля он решил предложить Чилийскому правительству печатать песо в его тартуской цинкографической местерской, по его мнению, более качественные, чем немецкая фирма, полувшая на них заказ.  А затем, якобы, планировал предложить свои услуги изготовлять более качественные купюры и Российскому правительству. Но нанятый им мастер решил изготовить стопку трёхрублёвых купюр для собственных нужд. Вскоре оба были арестованы. С 1897 по 1900 год находился в петербургском доме предварительного заключения. Освободившись, Сибуль некоторое время сотрудничал в эстоноязычном журнале «Edu» («Успех»), выходившем в Шарлоттенбурге (Германия). Во время революции 1905 года Ян Сибуль занимался революционной агитацией в Верроском уезде и городе Верро, его деятельность оказалась в поле зрения полиции, но ему удалось узбежать ареста, во время скрывшись. 25—30 декабря (н. ст.) 1905 года в городе Таммерфорсе  в Финляндии участвовал в работе I конференции РСДРП, представляя Нарвскую парторганизацию. По-видимому, в Россию он так и не вернулся, так как через Финляндию, Германию и Англию выехал в США и, отплыв из Саутгемптона на пароходе "Нью-Йорк", уже 3 марта 1906 года  прибыл в порт одноимённого американского города.
Согласно файлам ФБР, он был заключен в тюрьму в Эстонии в 1898 году.
В интервью газете «Нью-Йорк Таймс» он сказал, что принимал участие в революционной деятельности в Кронштадте во время Русской революции 1905 года. Имя Иван народный он взял в 1898 году, когда вышел на свободу из Вирусской тюрьмы, куда попал за ложные показания. Его освободили из тюрьмы на основании психиатрической справки о том, что он был душевнобольным.
Ему было горько, что в России подавляют интеллектуалов. О создании Русского музыкального общества с четырьмя женщинами, включая его жену, он писал: «Нас называли террористами, и правительственные чиновники начали систематическую агитацию против нашей деятельности». После переезда в США: «Мои русские художественные и музыкальные статьи в американской периодике были объявлены опасными усилиями агитатора».
приехавшим в Нью-Йорк в 1906 году с Максимом Горьким для повышения авторитета Революционного движения в России.
В Америку прибыл. 3 марта 1906 г., скрываясь от полиции. Еще до прибытия М. Горького в США Иван Народный задумал устроить торжественный обед в его честь. Обед состоялся 11 апреля 1906 г. в Нью-Йорке в помещении литературного клуба «А»
Вместе с Н. В. Чайковским создал «Комитет знаменитых американцев для помощи русской революции», в него входили 13 человек,  в том числе  Роберт Хантер, Марк Твен, Уильям Дин Хоуэлс, Р. Колбер, Д. П. Дюн и другие известные писатели, видные финансисты, знаменитые общественные деятели. Комитет был ориентирован, в основном, на сбор денежных средств для партии эсеров. Горький вскоре познакомившийся с положением дел писал о Иване Народном в письме большевику Л. Б. Красину: "Малый — мягкий и болезненный. Чайковский, пользуясь этим, затуркал его".
8 апреля 1906 года газета «Los Angeles Herald» сообщала: «Факты русской революции передал нам один из ведущих деятелей революционного движения, скрывавшегося здесь уже пять недель, поскольку в его адрес было положено 50 000 рублей. Этот человек – Иван Народный. Он был причастен к прошлогоднему Кронштадтскому восстанию как предводитель, а в течение трех недель и руководитель Балтийского губернского правления, неизвестного внешнему миру. Последнее утопили в крови казаки, убившие женщину и двоих детей Народного и сожгли его дом. До этого он четыре года сидел в тюрьме. Господин Народный приехал к нам собирать деньги для новой России на революцию. Николай Чайковский [брат композитора], которого называют отцом русской революции, и приедущий сюда на следующей неделе писатель Максим Горький примет участие в этом деле».
Два года спустя газета "Albuquerque Citizen" написала о «колоритном персонаже, генерале [!] Иване Народном, чья непоколебимая храбрость держит российскую политическую жизнь в точке кипения».
Народный организовал ужин в честь Горького 12 апреля в клубе «А» Пятая авеню и предоставил возможность объявить о создании нового комитета в поддержку предложенной русской революции. В этот комитет входили Марк Твен, Уильям Дин Хауэллс, Роберт Кольер и Финли Питер Данн.
В 1915 году Российское императорское правительство опубликовало в нью-йоркских газетах рекламу, чтобы подорвать его авторитет, представив себя как самопровозглашенную «Российскую торговую палату». Он участвовал в торговле оружием, продавая боеприпасы в Россию через Японию и Владивосток.
В 1916 году в журнале «Драма» была опубликована его статья о Михаиле Арцыбашеве.
В 1917 году, после Февральской революции Народный представился главой Российско-Американской Азиатской корпорации и объявил, что Российская Дума создаст «Соединенные Штаты России». Для финансирования революции Иван Народный выпустил облигации в 1000 долларов, называясь премьер-министром Российской республики
В 1921 году Давид Бурлюк, находясь на палубе "Чикузен-Mару", посвятил И. И. Народному стихотворение "Рассвет".
В 1927 году Ян Сибуль посетил Советский Союз. Цель поездки - организация экспозиции русского искусства в Бруклинском музее (Нью-Йорк) и выставки картин американских художников в ленинградском Эрмитаже. Сибуль-Народный был почётным членом Рериховского общества в Нью- Йорке. Выступал с лекциями в нью-йоркском Мастер-Институте объединенных искусств, находившемся под эгидой Н. К. Рериха.

## Современные оценки
Его называют первым эстонским писателем-фантастом.

## Публикации
- Talune J.  Eesti kirja vara, ta head ja viad. “Virmaline”, номер 6 от 1893 г.
- Narodny Ivan. The art of Robert Winthrop Chanler. New York. William Helburn Inc. 1922. 93 p. + 14 ill.
- Иван Народный. Давид Бурлюк и его искусство // Свирель сабвея. – Нью-Йорк, 1925. – С. 25.
- Narodny Ivan. The inner meaning of Roerich’s art // Roerich. Himalaya: a monograph. N.Y., 1926. P. 65–70; перевод: Народный Иван. Внутреннее значение искусства Рериха // Рерих. В 3 т. М., 2006. Т. 2. С. 47–52;
- Narodny Ivan. Aesthetic Dualism in Roerich’s works of art // Archer. N.Y., 1928. № 3. P. 16–18;
- Narodny Ivan.  The New Icon // American Art of Tomorrow. New York: M. Burliuk. [1929]. P. 7.
- Narodny Ivan. Roerich Museum Press // Message of 1929. N.Y., 1930. P. 127–134. – («Roerich Museum series»);
- Narodny Ivan. Fourth Dimensional vistas in Roerich`s Art // The Scholar. 1937. Aug. P. 1–7.

## Источник
- Александров В. А. Штудии. Наши публикации. Лев Толстой и Иван Народный
- Илья Виницкий. Песнь Свободы: «Соединенные Штаты России» в политическом воображении русско-американского авантюриста // НЛО, номер 1, 2019
- Илья Виницкий. «Завещание Сергея Есенина» История одной мистификации // НЛО, номер 1, 2019
- net/b/680823-ilya-yurevich-vinitskiy-o-chem-molchit-solovey-filologicheskie-novellyi-o-russkoy-kulture-ot-petra-v__/read
- Kitvel Toivo. 2017. Jaan Sibul / J. Talune / Ivan Narodny // Vikerkaar. или  Китвель Тойво. Яан Сибуль / Я.Талуне / Иван Народный. Очерк // Новые oблака, 1-2/2017 (77-78) 23.08.2017, Таллинн, Эстония
- Рерих Н. К. Письма в Америку. 1923 – 1947. Москва «Сфера» 1998
- Деменок Евгений. Леонард Опалов. Поэт из круга Давида Бурлюка. // Южное сияние 2017. № 4
- Postimes 1898 № 220 (стр. 3, колон. 3-4: о слушании апелляции по делу о подделке трёхрублёвых купюр)
- Vidrik Võsoberg. Üts ummamuudu miis: avantürist, Eesti esimene ulmekirjanik ja poliitikamõjutaja Ivan Narodny ehk Jaan Sibul
- Aapo Ilves toob lavale etenduse üle maailma tuntud Räpina legendi Ivan Narodny elust. // Postimes 29. juuli 2022, 17:40
- Friedebert Tuglast. Seest siiruviiruline, pealt mis värvi iganes. // Keskus. Veebruar 2018
- Aapo Ilves. Ilmus raamat Jaan Sibulast ehk Ivan Narodny’st // Räpina rahvaleht. Jaanuar 2018 p. 7

### Рекомендуемые источники
- Александров В. А. Переписка с Л. Н. Толстым Ивана Народного // Толстой и о Толстом. Материалы и исследования. Вып. 2-й. М.: Наследие, 2002. С. 329—330.
- Ругин Р. П. Лев Толстой и Иван Народный. <переписка> // Ямальский меридиан, N. 7 (111) /2005: N. 7 (111) /2005. Салехард 	2005. С. 42 - 45.